# Leucocarpia dictyospora
Leucocarpia dictyospora är en lavart som först beskrevs av Alan Orange, och fick sitt nu gällande namn av Rolf Santesson. Leucocarpia dictyospora ingår i släktet Leucocarpia, och familjen Verrucariaceae. Enligt den finländska rödlistan är arten otillräckligt studerad i Finland. Arten är reproducerande i Sverige. Artens livsmiljö är naturmoskogar.